# Orde van Verdienste voor Wetenschap en Technologie
De Orde van Verdienste voor Wetenschap en Technologie  (Koreaans: 과학기술훈장 , gwahaggisulhunjang) werd in 2002 ingesteld en dient als belangrijkste onderscheiding voor de door de regering van de Republiek Korea zo gewenste en van overheidswege sterk bevorderde verbetering van technologie en onderwijs.
Er zijn in deze jongste van de twaalf Koreaanse orden vijf graden.
Deze orde is onderverdeeld in
- - De Changjo Medaille

Een grootkruis aan een blauw lint. De baton heeft twee witte biezen.
- - De Hyeoksin Medaille

Een commandeurskruis aan een blauw lint met vier witte strepen langs de zoom met ster.
- - De Ungbi Medaille

Een commandeurskruis aan een blauw lint met drie witte strepen langs de zoom. 
- - De Doyak Medaille

Een officierskruis aan een blauw lint met twee witte strepen langs de zoom.
- - De Jinbo Medaille

Een officierskruis aan een blauw lint met twee witte strepen langs de zoom.
Het kleinood is een driepuntig wit kruis op een gouden ster. Het centrale medaillon is donkerrood.